# 2月9日
2月9日是公历（平年）一年中的第40天，离全年结束还有325天（闰年则还有326天）。

## 大事记

### 19世紀以前
- 1234年：蒙古帝国和宋朝联军在蔡州之战中攻陷金哀宗所在的蔡州城，金朝灭亡。
- 1667年：俄羅斯沙皇國和波蘭立陶宛聯邦簽署《安德魯索沃停戰協定》，俄波戰爭結束。
- 1799年：美法短暫衝突：美國海軍星座號巡防艦（英语：USS Constellation (1797)）在加勒比海的單艦海戰中俘獲法國叛亂者號巡防艦（英语：USS Insurgent）。

### 19世紀
- 1825年：由于没有候选人在前一年选举中得到当选所需的选举人票，美国众议院选出约翰·昆西·亚当斯为总统。
- 1849年：羅馬共和國宣布成立。
- 1861年：美国南北战争期间，杰斐逊·戴维斯被国会任命为美利坚联盟国临时总统。
- 1870年：美國國家氣象局成立。
- 1895年：美国基督教青年会干事韦廉姆·G·摩根在霍利奥克发明团队运动排球的前身。
- 1900年：戴维斯杯网球赛诞生。

### 20世紀
- 1916年：由南洋大学等六所大学的大学生们所组成的足球队下南洋，应华侨之邀赴菲律宾展开中国足球历史上第一次的访问比赛。
- 1919年：歌利亚号飞机完成了历史上第一次飞机商业航行，开创了伦敦至巴黎航线[1]。
- 1920年：国际联盟18个会员国代表在法国首都巴黎签署，承认挪威拥有的主权。
- 1929年：《东欧国家非战公约》签字。
- 1943年：第二次世界大战：同盟国部队宣布占领在太平洋战争期间作为日军重要战略基地的瓜达康纳尔岛，瓜达康纳尔岛战役结束。
- 1945年：第二次世界大战：盟軍飛機在挪威弗勒峽灣（英语：Førde Fjord）襲擊一艘德國Z-33號驅逐艦，但未成功。
- 1947年：上海「二九惨案」。
- 1950年：美国共和党参议员约瑟夫·麦卡锡指责国务院存在大量共产党党员，引发政治迫害。
- 1956年：中国文字改革委员会公布《汉语拼音方案草案》。
- 1962年：台灣證券交易所開業。
- 1962年：加勒比海島國牙买加独立。
- 1963年：波音727首次試飛。
- 1964年：披頭四在“埃德·沙利文秀”上第一次在美國電視上現場演出，這標誌著「英國入侵」的開始。
- 1964年：草原英雄小姐妹为保护人民公社的绵羊，被严重冻伤，后被树立为中华人民共和国的宣传偶像。
- 1965年：中华人民共和国政府发表援越反美的郑重声明。
- 1969年：美国波音公司制造的「波音747」珍寶客机作首次飞行。
- 1976年：澳洲國防軍由澳洲陸軍、澳洲皇家海軍和澳洲皇家空軍合併而成。
- 1980年：台灣第一家7-Eleven開幕。[2]
- 1980年：香港最大的萬宜水庫啟用，開始供應食水。
- 1982年：中共中央、國務院發出「關於進一步做好計劃生育工作的指示」，提倡一孩政策。
- 1982年：日本航空350號班機於東京灣在往東京羽田機場途中墜毀，造成24人死亡、149人受傷。
- 1991年：立陶宛獨立公投
- 1993年：荷兰法律允许医生在严格控制的条件下对病人实施安乐死。
- 1996年：德國達姆城亥姆霍茲重離子研究中心的研究團隊首次成功合成出化學元素鎶。
- 1998年：首届鲁迅文学奖评选揭晓。

### 21世紀
- 2001年：美國海軍的格林維爾號潛艦和日本實習船愛媛丸發生撞擊事故，造成9人死亡。
- 2009年：中國北京中央電視台電視文化中心發生火災。
- 2016年：香港旺角發生警民衝突事件，造成130人受傷、90人被逮補。
- 2016年：兩輛Meridian（英语：Meridian (commuter rail)）通勤列車在德國東南部的巴特艾布靈迎面相撞，造成12人死亡，85人受傷。
- 2018年：韓國平昌冬奧開幕，朝鮮高級別人士包括最高人民会议委员长金永南和領袖金正恩的妹妹金與正皆有出席，並與韓國總統文在寅會面，金與正是首位踏足南韓的金氏家族成員。
- 2020年：《寄生上流》在第92届奥斯卡金像奖上成为首部获得最佳影片奖的韩国电影及非英语电影。
- 2020年：日本花式滑冰選手羽生結弦贏得四大洲錦標賽冠軍，成為唯一完成超級大滿貫（英语：Grand Slam (figure skating)）的男子選手。
- 2025年：美國總統特朗普單方面稱墨西哥灣為美國灣，並設立美國灣紀念日。

## 出生
- 1070年：雨果·德·帕英，法國貴族，聖殿騎士團創始人及首任大團長（1136年逝世）
- 1666年：喬治·道格拉斯-漢密爾頓，第一代奧克尼伯爵，英國軍事家（1737年逝世）
- 1737年：湯瑪斯·潘恩，英裔美國思想家、作家、政治活動家、理論家、革命家、激進民主主義者（1809年逝世）
- 1763年：路德維希一世，巴登大公（1830年逝世）
- 1773年：威廉·亨利·哈里森，美國政治人物，第9任美國總統（1841年逝世）
- 1814年：塞繆爾·蒂爾頓，美國政治人物，前任紐約州州長（1886年逝世）
- 1830年：阿卜杜勒－阿齊茲一世，奥斯曼帝国蘇丹（1876年逝世）
- 1846年：威廉·梅巴赫，德國汽车工程師（1929年逝世）
- 1859年：秋山好古，日本舊日本帝國陸軍騎兵大將（1930年逝世）
- 1867年：夏目漱石，日本作家（1916年逝世）
- 1869年：路德維希·馮·羅伊特，德國海軍上將（1943年逝世）
- 1871年：霍華德·泰勒·立克次，美國病理學家（1910年逝世）
- 1880年：費耶爾·利波特，匈牙利數學家（1959年逝世）
- 1881年：羅富國，第20任香港總督（1948年逝世）
- 1882年：阿卜杜拉一世，约旦开国国王（1951年逝世）
- 1885年：阿尔班·贝尔格，奧地利作曲家（1935年逝世）
- 1887年：夏伯阳，苏联红军指揮官（1919年逝世）
- 1897年：查爾斯·金斯福德·史密斯，澳大利亞飛行員，第一位跨太平洋飛行者（1935年逝世）
- 1899年：方東美，中國哲學家（1977年逝世）
- 1902年：萊昂·姆巴，加彭政治人物，首任加彭總統（1967年逝世）
- 1912年：雙葉山定次，日本相撲力士，第35代橫綱（1968年逝世）
- 1920年：格里高利·列奇卡洛夫，蘇聯戰鬥機飛行員（1990年逝世）
- 1931年：托馬斯·伯恩哈德，奧地利小說家、劇作家、詩人（1989年逝世）
- 1932年：葛哈·李希特，德國視覺藝術家
- 1933年：鄭棣池，香港前任騎師、練馬師
- 1942年：卡洛爾·金，美國創作歌手
- 1943年：永尼·尼爾松，瑞典男子競速滑冰運動員（2022年逝世）
- 1943年：约瑟夫·斯蒂格利茨，美国经济学家，2001年诺贝尔经济学奖得主
- 1945年：大隅良典，日本生物学家，2016年諾貝爾醫學獎得主
- 1945年：米亞·法羅，美國女演員
- 1948年：張炳強，香港配音員
- 1948年：謝月美，香港配音員及演員（2022年逝世）
- 1951年：安达充，日本漫畫家
- 1953年：希朗·漢德，英國男演員
- 1954年：崔世昌，澳門政界人物
- 1959年：阿里·邦戈·翁丁巴，加彭政治人物，第3任加彭總統
- 1959年：菲利佩·紐西，莫三比克政治人物，現任莫三比克總統
- 1960年：石川優吾，日本漫畫家
- 1960年：大衛·西蒙，美國作家、記者、編劇、製片人
- 1963年：巫啟賢，馬來西亞歌手
- 1963年：布萊恩·葛林，美國理論物理學家
- 1969年：戎祥，台灣男演員（2013年逝世）
- 1973年：新海誠，日本動畫導演
- 1973年：科林·伊格斯菲德，美國演員
- 1974年：琥珀·瓦萊塔，美國模特兒
- 1974年：木下大輔，日本天文學家
- 1975年：弗拉迪米爾·葛雷諾，多明尼加職業棒球運動員
- 1976年：韋君龍，前香港足球運動員
- 1976年：查理·戴，美國男演員
- 1978年：費德·阿瓦雷茲，烏拉圭導演、編劇、製片人、剪輯師
- 1978年：勞瑞爾·哈伯德，紐西蘭跨性別女性舉重運動員
- 1979年：章子怡，中国電影演員
- 1979年：降谷建志，日本男歌手
- 1980年：吳怡霈，台灣藝人
- 1980年：金東聖，韓國男子短道速滑運動員
- 1980年：瑪格麗塔·蕾薇瓦，俄裔美國女演員
- 1981年：湯姆·希德勒斯頓，英國男演員
- 1981年：約翰·沃克·林德，美國塔利班
- 1981年：The Rev，美國音樂家（2009年逝世）
- 1982年：杜威，中國職業足球運動員
- 1982年：鈴木亞美，日本女歌手
- 1984年：韓庚，中國歌手、演員，韓國男子偶像團體Super Junior前成員
- 1985年：崔振赫，韓國男演員
- 1986年：莉雅·賓特·侯賽因，約旦公主
- 1987年：麥可·B·喬丹，美國男演員
- 1987年：蕭秉治，台灣男歌手
- 1988年：安苡愛，台灣女藝人
- 1989年：李厚，韓國男子偶像團體ZE:A隊長
- 1989年：吳珈慶，台灣撞球選手
- 1989年：歐詠芝，香港壁球運動員
- 1989年：艾力士，尼日利亞裔香港足球運動員
- 1991年：孔垂楠，中國男演員
- 1991年：愛麗絲·菲諾，法國女子田徑運動員
- 1993年：遠藤航，日本職業足球運動員
- 1995年：關楓馨，香港女藝人
- 1995年：徐煐淏，韓國男子偶像團體NCT成員
- 1995年：馬里奧·帕薩利奇，克羅埃西亞職業足球運動員
- 1996年：金請夏，韓國女歌手、韓國女子團體I.O.I前成員
- 1997年：素海霖，香港女藝人、色情演員
- 1997年：貝拉·波奇，菲律賓裔美國網路紅人、歌手
- 1998年：陳懿德，香港女藝人
- 1998年：井上穗乃花，日本女性聲優
- 1999年：王曼昱，中國女子乒乓球運動員
- 2001年：金琉然，韓國女歌手
- 2002年：傑倫·格林，美國職業籃球運動員
- 2004年：梁禎元，韓國男子偶像團體ENHYPEN成員
- 2011年：松田芹香，日本童星
- 生年不詳：阿部菜摘子，日本女性聲優

## 逝世
- 249年：曹爽，曹魏大將軍、錄尚書事，曹操侄孫（生年不詳）
- 1199年：源賴朝，日本鎌倉幕府首任征夷大將軍（1147年出生）
- 1135年：完顏晟，金朝皇帝（1075年出生）
- 1234年：金哀宗完颜守绪，金朝皇帝（1198年出生）
- 1234年：金後主完顏承麟，金朝皇帝，中國歷史上在位時間最短的皇帝（1202年出生）
- 1881年：費奧多爾·杜思妥耶夫斯基，俄國作家（1821年出生）
- 1886年：溫菲爾德·斯科特·漢考克，美國陸軍軍官（1824年出生）
- 1927年：查爾斯·都利特·沃爾科特，美國地質學家、古生物學家（1850年出生）
- 1938年：艾克索·保羅森，挪威男子花式滑冰運動員（1855年出生）
- 1945年：艾拉·D·巴里爾，美國教育家（約1852年出生）
- 1955年：张澜，中国民主同盟主席（1872年出生）
- 1963年：阿卜杜勒-卡里姆·卡塞姆，伊拉克軍事人物，前任伊拉克總理（1914年出生）
- 1977年：阿麗亞·埃·侯賽因，约旦王后（1948年出生）
- 1978年：馬笑英，香港演员（1908年出生）
- 1979年：丹尼斯·蓋博，匈牙利裔英國物理學家，1971年諾貝爾物理學獎得主（1900年出生）
- 1984年：尤里·安德罗波夫，苏联最高苏维埃主席团主席兼苏共中央总书记（1914年出生）
- 1989年：手冢治虫，日本著名的漫画家、动画家、医生、医学博士。著有漫画《原子小金剛》等（1928年出生）
- 1994年：霍華德·馬丁·特明，美國遺傳學家，1975年諾貝爾生理學或医學獎得主（1934年出生）
- 2001年：司馬賀，美國計算機科學家、心理學家，1978年諾貝爾經濟學獎得主（1916年出生）
- 2006年：戴愛蓮，中國舞蹈家（1916年出生）
- 2006年：羅恩·格林伍德（英语：Ron Greenwood），英格蘭國家足球隊主帥（1921年出生）
- 2010年：周啟邦，香港社交界知名人士（1934年出生）
- 2011年 :   宋涛，经济学家、教育学家，中国人民大学一级教授、经济学系名誉主任 (1914年出生)[3]
- 2013年：福田敬子，日本柔道家（1913年出生）
- 2015年：張致遠，臺灣登山家、電視製作人（1948年出生）
- 2015年：招石文，香港資深甘草演員、粵劇演員（1945年出生）
- 2020年：米雷拉·弗雷妮，義大利女高音歌唱家（1935年出生）

## 节假日和习俗
- 國際披薩日[4]